# SoftBank 003P
SoftBank Sweety 003P（ソフトバンク スウィーティー ゼロゼロサンピー）は、パナソニックモバイルコミュニケーションズによって開発され
た、ソフトバンクモバイルの第3世代移動通信システム（SoftBank 3G）端末である。SoftBank スマートフォンシリーズのひとつ。OSはAndroid 2.3.3を搭載している。

## 概要
この003Pは、「スマートフォンは難しそうだ」「大きくて持ちにくい」という主に20代の女性をターゲットに
製造されたミドルレンジスマートフォンである。
4.3インチの当時では比較的大きめな画面ながら、片手で使いやすいように工夫されたホームアプリ等が初期搭載されている。

## 搭載アプリ
- タッチスピードセレクターホーム
- PSmart
- ジョルテ
- Google音声検索
- カメラ
- ギャラリー
- Twitter
- フィットキー(IME)
- 緊急速報メール(ソフトウェア更新でインストール)
- ワンセグ

## その他機能
| 主な対応サービス       | 主な対応サービス    | 主な対応サービス                         | 主な対応サービス            |
| ---------------------- | ------------------- | ---------------------------------------- | --------------------------- |
| タッチパネル           | FWVGA液晶 4.3インチ | フルブラウザ                             | ULTRA SPEED／3Gハイスピード |
| バッテリー容量 1400mAh | Flash Player        | WiFi                                     | GPS                         |
| 500万画素カメラ        | ワンセグ            | デジタルオーディオプレーヤー(AAC)(WMA)   | おサイフケータイ            |
| Bluetooth              | 赤外線通信          | 緊急速報メール(ソフトウェア更新にて対応) | 防水／防塵                  |

## 歴史
- 2011年8月11日 - ソフトバンクモバイルより発売。